# کیه‌تو

کیه‌تو شهری در شهرستان پومپوئی در استان باله در بورکینافاسوی جنوبی است و جمعیت آن ۳۵۷ نفر است.